# Керасохори
Вижте пояснителната страница за други значения на Керасово.
Керасохори (на гръцки: Κερασοχώρι), до 1930 г. Κεράσοβο, Керасово) е планинско село, разположено на 1000 метра надморска височина, Централна Гърция, дем Аграфа.
До 2011 г. Керасохори е средище на дем Аграфа, присъединен към Виняни, днес - Евритания.
Селото е голямо и цветущо по времето на Османска Тесалия. Селото е в състава на Кралство Гърция още от 1832 г., като след век при смяната на топоними в Гърция и преименувано на Керасхори.
На 10 май 1821 г. в Керасово е обявено началото на Гръцката война за независимост от организацията на Филики Етерия.